# Římskokatolická farnost Pravlov
Římskokatolická farnost Pravlov je územní společenství římských katolíků s farním kostelem Navštívení Panny Marie v děkanství rosickém. Do farnosti patří kromě Pravlova také Kupařovice a Němčičky.

## Historie farnosti
Pravlovský kostel pochází ze druhé poloviny 13. století, k některým barokním úpravám došlo v průběhu 18. století, byla také přistavěna nová sakristie. V 18. století bylo změněno zasvěcení kostela ze svatého Martina na stávající Navštívení Panny Marie. K rekonstrukci zanedbané stavby došlo na začátku 21. století.
Historie farnosti ve středověku byla spojena s osudy kláštera Rosa coeli v Dolních Kounicích. Pravlovská farnost však byla téměř vždy samostatná. Do roku 1774 patřily do pravlovské farnosti ještě Malešovice a Odrovice a do roku 1873 též Bratčice. Za třicetileté války v roce 1630 byl Pravlov na nějakou dobu přifařen k Dolním Kounicím, po roce 1654 byla zase pravlovská farnost na určitý čas spojena s farností v Medlově.

## Duchovní správci
Administrátorem excurrendo je od 1. září 2007 R. D. Mgr. Karel Obrdlík z farnosti Dolní Kounice.

## Bohoslužby
| Kostel                        | Místo      | Bohoslužba (den) | Hodina               | Poznámka     |
| ----------------------------- | ---------- | ---------------- | -------------------- | ------------ |
| Navštívení Panny Marie        | Pravlov    | neděle           | 9.15 (1 x za 14 dní) | farní kostel |
| kaple Narození Panny Marie    | Němčičky   |                  |                      | Kaple        |
| kaple Nanebevzetí Panny Marie | Kupařovice |                  |                      | Kaple        |

## Aktivity ve farnosti
Ve farnosti se pravidelně pořádá tříkrálová sbírka. V roce 2015 její výtěžek činil v Kupařovicích 8 957 korun, v Němčičkách 9 349 korun.
Na 6. květen připadá Den vzájemných modliteb farností za bohoslovce a bohoslovců za farnosti brněnské diecéze. Adorační den se koná 2. prosince.